# XBIZ Award for Best Non - Sex Performance
L'XBIZ Award for Best Non - Sex Performance è un premio pornografico assegnato alla scena gonzo votata come migliore dalla XBIZ, l'ente che assegna gli XBIZ Awards, uno dei maggiori premi del settore.
Come per gli altri premi, viene assegnato nel corso di una cerimonia che si svolge a Los Angeles, solitamente nel mese di gennaio, dal 2013 fino al 2020. Il premio dal 2013 al 2015 è stato noto come Best - Non Sex Acting Performance.

## Vincitori

### Anni 2010
| Anno | Vincitori       | Titolo                                      |
| ---- | --------------- | ------------------------------------------- |
| 2013 | JJ Hollyberry   | Not Animal House XXX                        |
| 2014 | James Bartholet | Not The Wizard of the OZ XXX                |
| 2015 | Jacky St. James | Second Chances                              |
| 2016 | Roy Karch       | Love Sex and TV News                        |
| 2017 | Tom Byron       | Not Traci Lords XXX: 80's Superstars Reborn |
| 2018 | Alec Knight     | The Candidate                               |
| 2019 | Nina Hartley    | Future Darkly: Artifamily                   |

### Anni 2020
| Anno | Vincitori    | Titolo             |
| ---- | ------------ | ------------------ |
| 2020 | Nina Hartley | Girls of Wrestling |